# Nottingham Forest Football Club 2007-2008

## Stagione
Nella stagione 2007-2008, il Nottingham Forest Football Club ha disputato la Football League One, terza divisione del campionato inglese e le due principali coppe nazionali. Il campionato è stato chiuso al secondo posto, posizione che garantisce la promozione in Football League Championship dopo 3 stagioni di terza serie. In League Cup è stato eliminato al secondo turno dal Leicester City. La partita venne sospesa una prima volta sull'1-0 per il Forest a causa di un malore ad un giocatore. Alla ripetizione, i giocatori del Leicester consentirono al Forest di segnare una rete in quanto al momento della sospensione si trovavano in vantaggio. La rete fu segnata dal portiere Paul Smith che attraversò tutto il campo. Il Forest perse comunque 2-3 in casa.
Anche in Fa Cup la squadra è stata eliminata al Secondo turno.
La squadra ha partecipato, venendo eliminata al primo turno, anche al Football League Trophy, trofeo della terza divisione inglese.

## Maglie e sponsor
Lo sponsor tecnico confermato per la stagione 2007-2008 è la Umbro, marchio inglese 
di abbigliamento sportivo. Il main sponsor è Capital One.
| Manica sinistra · Manica sinistra · Maglietta · Maglietta · Manica destra · Manica destra · Pantaloncini · Calzettoni |
| Casa |

| Manica sinistra · Maglietta · Maglietta · Manica destra · Pantaloncini · Calzettoni |
| Trasferta                                                                           |

| Manica sinistra · Maglietta · Maglietta · Manica destra · Pantaloncini · Pantaloncini · Calzettoni |
| Terza                                                                                              |

## Rosa
| N. |                        | Ruolo | Calciatore       |
| -- | ---------------------- | ----- | ---------------- |
| 1  | Inghilterra (bandiera) | P     | Paul Smith       |
| 2  | Inghilterra (bandiera) | D     | Kelvin Wilson    |
| 3  | Inghilterra (bandiera) | D     | Matthew Lockwood |
| 4  | Inghilterra (bandiera) | D     | Luke Chambers    |
| 5  | Inghilterra (bandiera) | D     | Wes Morgan       |
| 6  | Inghilterra (bandiera) | C     | Ian Breckin      |
| 7  | Inghilterra (bandiera) | C     | James Perch      |
| 8  | Inghilterra (bandiera) | A     | Kris Commons     |
| 9  | Inghilterra (bandiera) | A     | Nathan Tyson     |
| 10 | Inghilterra (bandiera) | A     | Grant Holt       |
| 12 | Inghilterra (bandiera) | C     | Garath McCleary  |

| N. |                             | Ruolo | Calciatore     |
| -- | --------------------------- | ----- | -------------- |
| 14 | Galles (bandiera)           | C     | Arron Davies   |
| 15 | Inghilterra (bandiera)      | C     | Chris Cohen    |
| 16 | Inghilterra (bandiera)      | C     | Sammy Clingan  |
| 17 | Inghilterra (bandiera)      | C     | Lewis McGugan  |
| 18 | Irlanda del Nord (bandiera) | A     | Neil Lennon    |
| 24 | Inghilterra (bandiera)      | C     | Emile Sinclair |
| 26 | Inghilterra (bandiera)      | D     | Matt Thornhill |
| 28 | Inghilterra (bandiera)      | D     | Joe Heath      |
| 29 | Inghilterra (bandiera)      | D     | Julian Bennett |
| 30 | Inghilterra (bandiera)      | P     | Dale Roberts   |